# Uddcomb Sweden
Uddcomb Sweden AB var ett svenskt industriföretag med huvudkontoret i Karlskrona. Det bildades 1969 i samarbete mellan svenska staten, Uddeholms AB och det amerikanska kraftföretaget Combustion Engineering och upplöstes 1991.

## Historia
År 1954 startades den första svenska atomreaktorn R1 vid KTH i Stockholm. De följande reaktortankarna tillverkades av Uddeholm i Degerfors, men med de stora ambitioner som fanns för svensk kärnkraft var en kustnära lokalisering nödvändig. Det blev Karlskrona, där en stor anläggning färdigställdes 1971 på Verkö. Nästan 800 personer sysselsattes. Under de närmaste åren ändrades emellertid kärnkraftspolitiken och efter att år 1984 ha levererat 15 stora reaktorer ändrade företagets verksamhet till reparationer och viss övrig tillverkning. År 1991 skedde den sista leveransen av en reaktor. Lokalerna såldes till ABB för kabeltillverkning och reparationsverksamheten, som 1985 blivit eget bolag, flyttade till varvsområdet i Karlskrona. Denna verksamhet köptes 2005  av det franska bolaget Areva. En ingenjörsavdelning startade parallellt i Helsingborg och företagsnamnet Areva NP Uddcomb  etablerades med syfte att sälja servicetjänster till kärnkraftsindustrin . I september 2017 sålde Areva företaget till Saab Kockums och företagets kärnkraftsverksamhet flyttades till Frankrike.